# Pontcharraud
Pontcharraud là một xã thuộc tỉnh Creuse trong vùng Nouvelle-Aquitaine miền trung nước Pháp. Xã này nằm ở khu vực có độ cao trung bình 580 mét trên mực nước biển.

## Địa lý
Là một khu vực nông trang và lâm nghiệp, hồ, suối và bao gồm các làng nằm bên bờ sông Rozeille, khoảng 10 dặm (16 km) về phía đông nam Aubusson, tại giao lộ của các tuyến đường D10, D18 và D21.

## Dân số
| 1962                                                        | 1968 | 1975 | 1982 | 1990 | 1999 | 2005 |
| ----------------------------------------------------------- | ---- | ---- | ---- | ---- | ---- | ---- |
| 135                                                         | 156  | 137  | 146  | 127  | 97   | 102  |
| Số liệu điều tra dân số từ năm 1962 Dân số chỉ tính một lần |      |      |      |      |      |      |

## Địa điểm nổi bật
- Nhà thờ, từ thế kỷ 14.
- Cầu Rouzeline, cầu cổ bắc qua sông.